# Gömböc

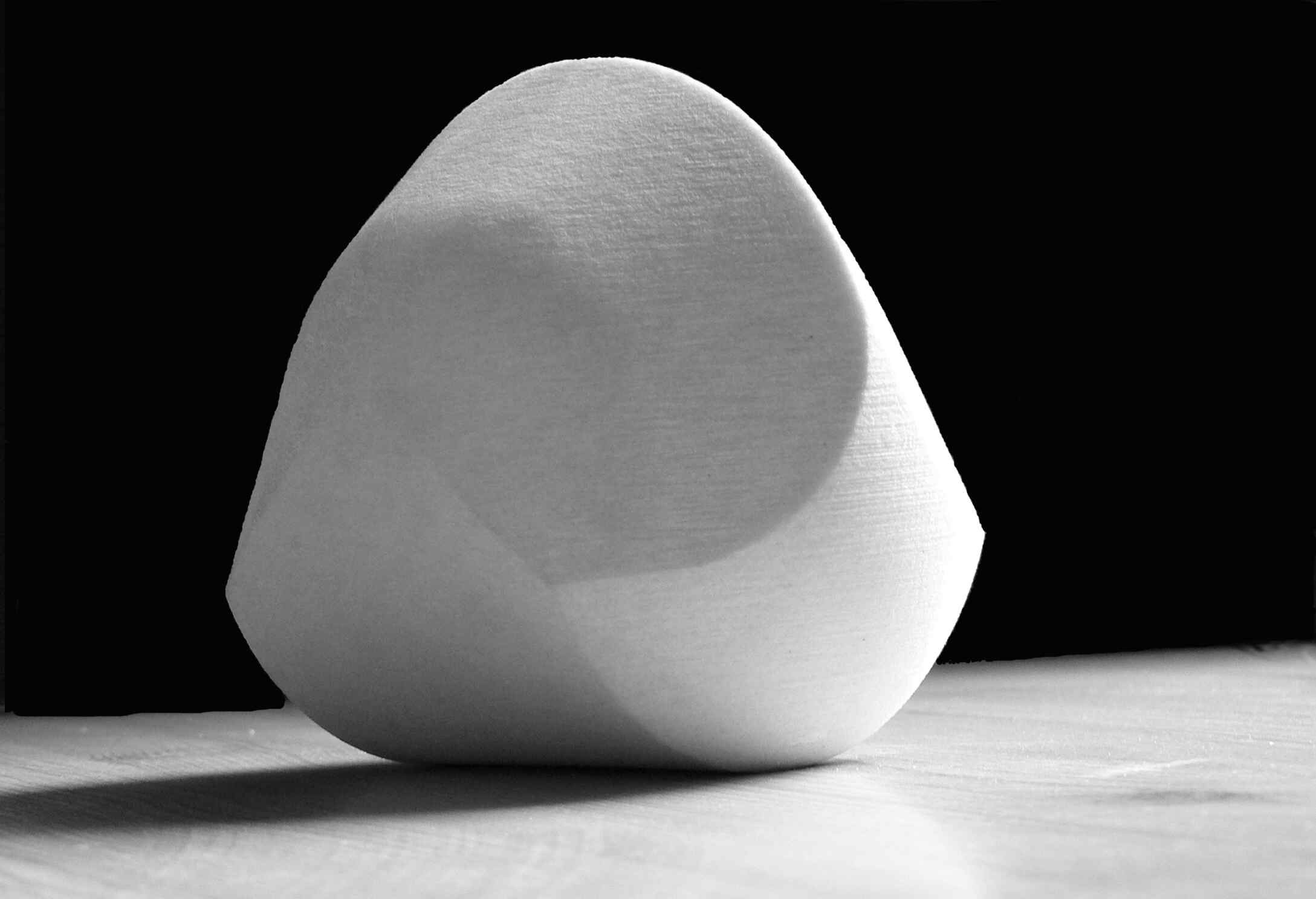
A forma mono-monostática do Gömböc

Gömböc é um objeto convexo, homogêneo e tridimensional que, ao ser colocado em uma superfície plana apresenta apenas um ponto de equilíbrio estável e um de equilíbrio instável.

## Considerações matemáticas
Um corpo com uma única posição de descanso estável é denominado monostático e o termo mono-monostático foi cunhado para descrever um corpo que além de monostático, possua um único ponto de equilíbrio instável. Uma esfera cujo centro de massa esteja deslocado de seu centro geométrico é um exemplo de corpo mono-monostático, mas ela necessáriamente será não-homogênea – não pode ser formada de um material de densidade uniforme.
A possibilidade ou não de se construir um corpo tridimensional mono-monostático, homogêneo e convexo foi levantada pelo matemático russo Vladimir Arnold, em 1995. Em duas dimensões já era conhecida a impossibilidade deste feito.
A solução encontrada na forma do Gömböc não é única, mas admite uma variação muito restrita, além da qual o objeto deixa de ser mono-monostático.

## Nome e origem
"Gömb", em húngaro significa esfera, e "gömboc", refere-se a algo esférico. A forma do Gömböc foi desenvolvida por Gábor Domokos (chefe do departamento de Mecânica, Materiais e Estruturas da Universidade de Tecnologia e Economia de Budapeste, na Hungria) e de um ex-aluno seu, Péter Várkonyi, de Princeton. 
Domokos e sua esposa, Réka, desenvolveram um sistema de classificação de formas baseado nos pontos de equilíbrio observados em seixos coletados na praia e, desse sistema, chegou-se ao Gömböc, como uma forma supostamente perfeita de "auto-equilíbro". O Gömböc imita as propriedades auto equilibrantes de formas encontradas na natureza em animais dotados de exoesqueleto, como jabutis e besouros.
O Brasil possui uma peça de Gömböc, exposta no IMPA, Instituto de Matemática Pura e Aplicada, no Rio de Janeiro.